# 埃利号防护巡洋舰
埃利号防护巡洋舰（希臘語：Έλλη）是希腊海军在第一次世界大战前购入的防护巡洋舰。本舰原为清朝末期所订购的肇和級防護巡洋艦三号舰，原名飞鸿，辛亥革命后本舰为中华民国所继承，继续完成建造。但民国初年，国内动荡，海军无力支付本舰的剩余费用，只能将飞鸿号转售予希腊并改名为埃利。1940年意大利在向希腊宣战前夕，用潜艇偷袭击沉本舰于港口。
本舰为希腊海军中第一艘以“埃利”为名的军舰。日后的埃利号轻巡洋舰继承了该名。

## 设计和概述
1909年，清朝重启自庚子事变以来再度停滞的海军建设，向欧洲多国订购了大批军舰，其中在英国订购了两艘特别设计的训练巡洋舰。按清政府的计划，这将为日后的新式海军提供必不可少的训练能力。清朝的大额军购吸引了美国造船企业的注意力，在美方的积极活动下，清朝于1911年向美国纽约造船厂追加订购第三艘同级舰。为了争取到订单，美方开价20万英镑，为同级三舰中最低的报价。
本舰排水量2600吨，长98.14米、宽11.88米、吃水4.26米。全舰外观接近维克斯公司承建的二号舰應瑞號，同样采用艏艉楼设计和耳台设计。外观上为两烟囱，在两侧的舷墙有大量开口，供火炮进行射击用。动力方面，本舰使用了帕森斯公司生产的透平机。主机数量不详，推测可能装备了3台透平机，由3座桑尼克罗夫特式锅炉式（Thornycroft express）锅炉提供动力。设计出力6,000匹指示馬力（4,500千瓦特），最高航速20節（37每小時）；实际海试时在强压通风状态下达到了8,650匹指示馬力（6,450千瓦特）、21節（39每小時）的好成绩。
武器方面，本舰为标准化计，全部用英式武器；火炮与首舰肇和號均为使用阿姆斯特朗火炮。主炮为两门50倍径阿姆斯特朗单装速射炮，分别布置在舰体前后中轴线上。副炮为50倍径4英寸（100）阿姆斯特朗速射炮，安装在舷侧耳台上。小口径火炮包括两门50倍径3英寸（76）阿姆斯特朗速射炮，47毫米哈乞开斯机关炮6门，以及37毫米马克沁乒乓炮两门。鱼雷武器为18英寸（460）鱼雷发射管两具。
防护方面，装甲甲板倾斜部分为2英寸（50.8），水平部分1英寸（25），司令塔3英寸（76）。

## 舰历
1910年8月23日，清政府应美国邀请，派出载洵率领的海军代表团赴美，考察美国的造船能力和海军实力。同年12月21日，中方同意向美国公司订购一艘肇和级巡洋舰，但要求与前两舰一样，完全使用英制武器。本舰的具体动工日期不详，但美国纽约造船厂可能在1911年才开始正式兴建本舰。1912年5月4日，本舰建成下水，1913年11月进行了海试，测试结果顺利超过设计值。此时清朝早已覆灭，取代清朝的中华民国因囊中羞涩，希望和肇和级前两舰一样，以国库券贴息的方式延期支付飞鸿号所剩下的货款。然而民国初年国内时局动荡，到约定的1914年3月依然未能兑现国库券。另一方面，经过两次巴尔干战争后的希腊图谋扩张海军，维护自己的地位，也在多方寻求购买军舰。无力承担造舰费用的民国政府只好同意将飞鸿号转售予希腊。希腊海军获得飞鸿号后，改名为“埃利”。
第一次世界大战期间，希腊国内各方围绕是否加入战争的问题，发生了尖锐的对立，甚至一度导致严重的国家动荡。法國海軍为避免希腊海军加入同盟国阵营，强行控制了希腊海军舰艇，埃利号也因此有一段时间改挂法国旗帜。1917年，希腊终于向同盟国宣战，埃利号才重新回到希腊海军内。
1922年8、9月间，第二次希土战争末期，土耳其发动了大规模的反攻。9月，溃退的希腊军队从士麦拿撤出土耳其，当时保罗王子在埃利号上目睹了撤退行动。
1926年，埃利号到法国濱海拉塞訥的地中海船厂进行现代化改装。这次改造拆除了艉楼，外观变成长艏楼舰型；前桅改成三角桅样式；拆除舷侧耳台、舷墙、帆具。主机重新进行翻修，锅炉改为3座亚罗式重油专烧锅炉；舰桥部分的上层建筑进行改建，安装了一套Vicero式火控系统。原4英寸炮和机关炮全部拆除；在中部甲板的空间加装一门和主炮相同型号的6英寸炮；尾部甲板室附近加装两门3英寸高射炮；中部主甲板两舷的鱼雷发射管前移到原本的4英寸炮位置处；另外还增加了布雷能力，可携带110颗水雷。改造后吨位下降到2115吨。
1940年6月10日，意大利对英法宣战。8月15日，意大利海军为在开战前削弱希腊海军实力计，派出潜艇海豚号，趁圣母安息日对停泊在蒂诺斯岛的埃利号发动攻击。08:25，海豚号前部21英寸鱼雷管发射的鱼雷，击中了埃利号的锅炉舱，埃利号迅速沉没。这次偷袭使得埃利号舰上9人死亡、24人负伤。
希腊政府为避免与意大利直接发生冲突，宣称埃利号是被不明国籍的潜艇击沉。然而希腊政府的退让并没能带来和平，两个多月后的1940年10月28日，希意戰爭即告爆发。